# Whenever You Call
A Whenever You Call Mariah Carey amerikai énekesnő hatodik, utolsó kislemeze hetedik, Butterfly című albumáról. Mariah Carey és Walter Afanasieff írták. A dal egy lassú, érzelmes ballada. Két változata létezik, a Butterfly albumon lévőt Carey egyedül énekli, a másik változat pedig egy duett Brian McKnighttal, ez Carey első válogatásalbumán, a #1’s-on szerepel. A dal kislemeze kereskedelmi forgalomban nem jelent meg, csak promóciós lemezen, mivel a Sony azt szerette volna, ha Carey a válogatásalbum promóciójára összpontosít.
A videóklipet Diane Martel rendezte, a dal szólóváltozatához készült, és Carey 1998-as turnéja, a Butterfly World Tour idején forgatták Hawaiin, Japánban és Ausztráliában.

## Helyezések
| Slágerlista                            | Legmagasabb helyezés |
| -------------------------------------- | -------------------- |
| USA, Billboard Hot 100 Airplay         | 16                   |
| USA, Billboard Hot R&B/Hip-Hop Airplay | 16                   |